# Eneo

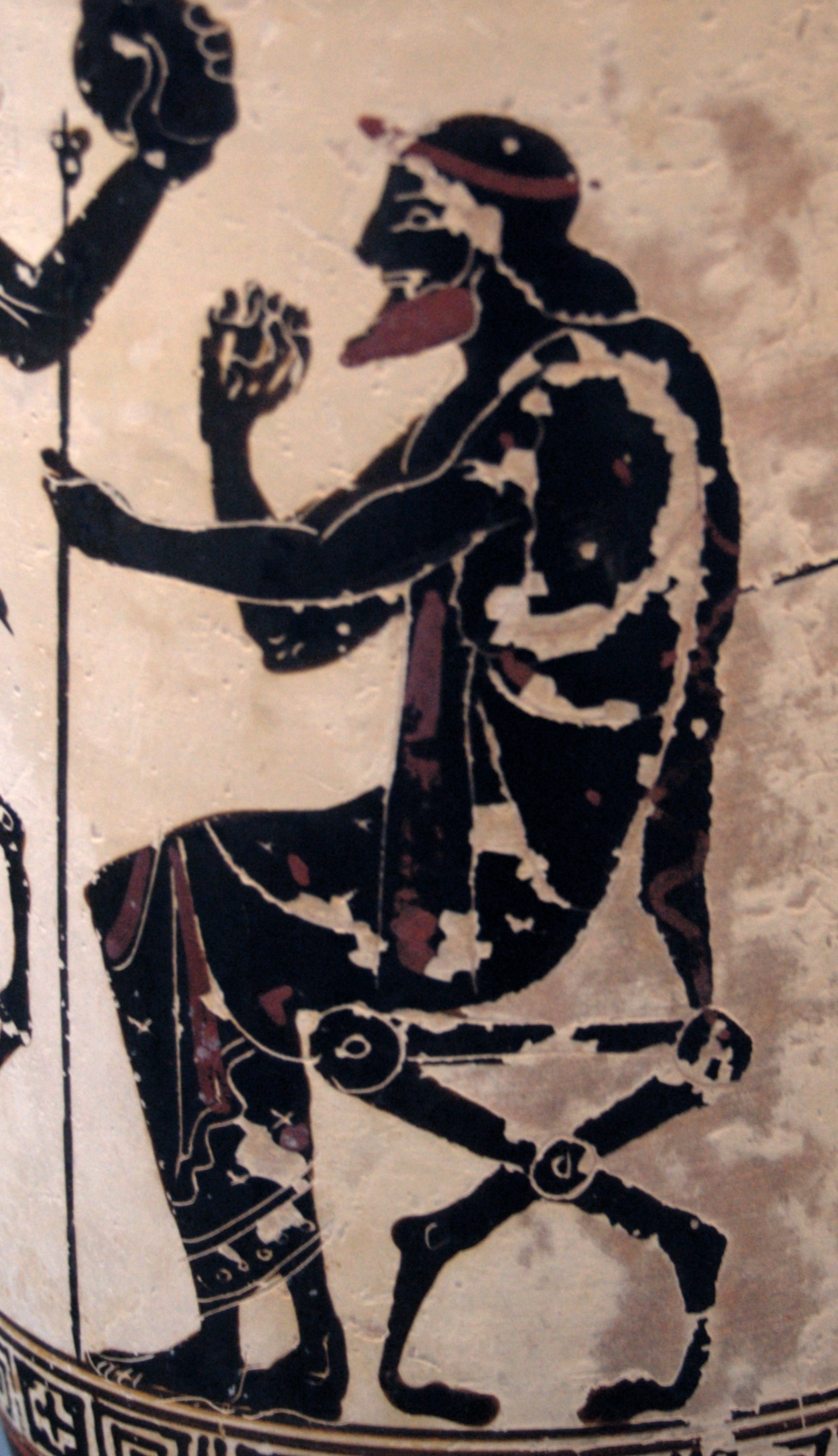
Eneo con capa y cetro. Lecito ático de fondo blanco. Ca. 500 a. C.. Staatliche Antikensammlungen (Colección Local de Antigüedades) de Múnich (Inv. 1905).

Eneo (en griego antiguo: Οἰνεύς / Oineús) es un personaje de la mitología griega.
Hijo de Partaón y de Éurite, fue rey de Pleurón y Calidón en Etolia.
Se casó en primer lugar con Altea, hija de Testio, teniendo como hijos a Texeo, a quien mató por saltar desafiante el foso de Calidón a pesar de tenerlo expresamente prohibido, Clímeno, Meleagro, Gorge y Deyanira, la esposa de Heracles.
Dioniso le regaló la primera cepa de vid plantada en Grecia, y aunque no fue el primero en fabricar vino, pues se le adelantó Icario, sí fue el primero en difundirlo, hasta el punto de que le dio su nombre: οἶνος / oinos significa vino en griego.
En su corte vivieron importantes personajes: Heracles pasó allí varios años hasta que fue desterrado por matar accidentalmente a Éunomo, pariente de Eneo. También Agamenón y Menelao residieron en su juventud junto a Eneo, tras haber sido expulados de Micenas por Egisto.
Durante un sacrificio a los doce dioses olímpicos, Eneo olvidó invocar a Ártemis, y ésta, en represalia, envió un jabalí gigantesco que comenzó a devastar las tierras de Eneo. 
Para dar caza a la bestia, Eneo convocó en Calidón a los más grandes guerreros y héroes de Grecia. Muchos de ellos perderían la vida durante la misión. 
Una vez abatido el jabalí, la decisión del reparto de los trofeos provocó los celos de los hermanos de Altea, y en la discusión fueron muertos por Meleagro, hijo de ella y de Eneo. Altea provocó la muerte de Meleagro y finalmente se suicidó.
Eneo volvió a casarse con Peribea hija de Hipónoo, rey de Óleno. Hay dos versiones de como fue el casamiento. Una dice que Peribea fue parte del botín que tomó Eneo en su victoria en la guerra que sostuvo con Hipónoo. En la segunda Peribea fue seducida por Hipóstrato. Descubierta por su padre, este se la remitió a Eneo con la petición de que la matase. Eneo prefirió casarse con ella. Con ella tuvo a Tideo, padre a su vez de Diomedes.
En su vejez, fue destronado por los hijos de su hermano Agrio. Diomedes vino en su ayuda y mató a todos ellos excepto a dos. Como Eneo era ya muy mayor, instaló en el trono de Pleurón y de Calidón a Andremón, marido de Gorge, y se llevó a Eneo con él a Argos. Sin embargo por el camino fueron alcanzados por los dos hijos supervivientes de Agrio, Onquesto y Tersites, quienes consiguieron matar a Eneo, cerca del altar de Télefo en Arcadia. Diomedes enterró a su abuelo Eneo en un lugar de Argólida que pasó a denominarse Énoe en su honor.

## Otros personajes homónimos
- Eneo (Αἰνεύς) fue un fundador de la ciudad de Eno (hoy Enez), y padre de Cícico. Era hijo de Apolo y Estilbe y el probable epónimo de los enianes.
- Asio de Samos dice en sus versos que Fénix tuvo de Perimede, la hija de Eneo, a Astipalea y a Europa, y que de Poseidón y Astipalea es hijo Anceo, que fue rey de los llamados léleges.[10]